# Daglejer
Daglejer er en person, som ansættes en enkelt dag ad gangen eller i en tidsbegrænset periode til at udføre et arbejde.
Daglejerarbejde er ofte ufaglært og manuelt, og ses især i landbrug og byggebranchen.
Daglejere kan finde arbejde gennem organiseret arbejdsformidling eller mere uformelt ved at møde op på velkendte steder, såsom gårde, gadehjørner og pladser.
I Danmark har betegnelsen daglejer især været knyttet til løsarbejdere ved landbruget, og daglejere var tidligere en vigtig arbejdskraft på landet. I 1800-tallet var mange husmænd nødt til at supplere deres indkomst ved at tage arbejde som daglejere på de større bondebrug eller på godserne. Særligt til høsten var der efterspørgsel på arbejdskraft, og der blev tilbudt en højere løn end i resten af året.
I store dele af verden, herunder Sydeuropa, USA, Afrika og Asien, er daglejerarbejde stadig udbredt. I Europa og USA er der ofte tale om immigranter fra henholdsvis Afrika og Latinamerika.
Både historisk og i dag har daglejere ringe arbejdsrettigheder, fx ingen kompensation ved sygdom samt risiko for at blive snydt eller udnyttet. Det betyder, at ulykker, naturkatastrofer og økonomiske kriser kan føre til arbejdsløshed og sociale problemer blandt daglejere og deres familier. Det sås eksempelvis efter jordskælvet i Nepal i 2015 og under coronaviruspandemien i 2019-2020.
Forfatteren Hans Kirk har i romanerne Daglejerne og Nye tider fra 1936 og 1939 skildret overgangen fra bonde- til industrisamfund og husmændenes og daglejernes nye tilværelse som organiserede lønarbejdere.